# Kabe (Logone-Birni)
Pour les articles homonymes, voir Kabe.
Kabe est une localité du Cameroun située dans le département du Logone-et-Chari et la Région de l'Extrême-Nord, au sud du lac Tchad, à la frontière avec le Tchad. Elle fait partie de la commune de Logone-Birni et du canton de Hinalé. On distingue parfois Kabe I et Kabe II, ou Kabe Kilam et Kabe Kodogo.

## Population
Lors du recensement de 2005, 405 personnes ont été dénombrées à Kabe I et 608 à Kabe II. 